# Eduardo Ávila
Eduardo Adrián Ávila Sánchez (Ciudad de México, 20 de diciembre de 1985) es un deportista mexicano que compite en judo adaptado. Ganó cuatro medallas en los Juegos Paralímpicos de Verano entre los años 2008 y 2020.

## Palmarés internacional
| Juegos Paralímpicos | Juegos Paralímpicos     | Juegos Paralímpicos | Juegos Paralímpicos |
| Año                 | Lugar                   | Medalla             | Categoría           |
| ------------------- | ----------------------- | ------------------- | ------------------- |
| 2008                | Pekín (China)           | Medalla de oro      | –73 kg              |
| 2012                | Londres (Reino Unido)   | Medalla de bronce   | –73 kg              |
| 2016                | Río de Janeiro (Brasil) | Medalla de oro      | –81 kg              |
| 2020                | Tokio (Japón)           | Medalla de bronce   | –81 kg              |